# Nectomys apicalis
Nectomys apicalis är en gnagare i släktet vattenrisråttor som först beskrevs av Peters 1860 (eller 1861). I framtiden delas taxonet antagligen upp i flera arter.
Arten har i princip samma utseende som andra vattenrisråttor. Kännetecknande är ett mörkt band på ryggens mitt. Nectomys apicalis avviker även genom sin karyotyp (2n=38-42) från andra släktmedlemmar. Förutom det mörka bandet har pälsen på ovansidan en färg som varierar i olika nyanser av brun. Undersidan är gråaktig med brun skugga.
Denna vattenrisråtta förekommer i Anderna och i angränsande regioner från östra Ecuador över östra Peru och nordvästra Brasilien till norra Bolivia. Den vistas i landskap som ligger 200 till 1250 meter över havet. Habitatet utgörs av tropiska skogar intill vattendrag.
Individerna är aktiva på natten och de lever utanför parningstiden ensam. De vistas på marken eller i vattnet och äter olika vattenlevande ryggradslösa djur. Födan kompletteras med frukter och svampar. Boet göms under ansamlingar av grenar, under rötter eller i den täta växtligheten. Dräktiga honor eller honor med ungar dokumenterades mellan augusti och november.
För arten är inga hot kända och dessutom hittas den i olika naturskyddsområden. IUCN listar Nectomys apicalis som livskraftig (LC).